# Aalborg Orienteringsklub
Aalborg Orienteringsklub er en dansk orienteringsklub, som er stiftet i 1975. Klubben har til formål at organisere orienteringsløbssporten i Aalborg. Klubben er medlem af Dansk Orienterings-Forbund, der er tilsluttet Dansk Idrætsforbund.
Klubben har eget klubhus, som er beliggende ved Stolpedalsskolen i Aalborg på adressen Stolpedalsvej 4, 9000 Aalborg. Klubhuset er bl.a. udstyret med køkken, mødelokaler, bad og sauna. Klubhuset ligger i forbindelse med Mølleparken, hvor klubben har opsat faste poster.

## Aktiviteter

### Større løb
Klubben arrangerer hvert andet år et internationalt to dages-løb, Nordjysk 2-Dages. I sommeren 2010 var klubben arrangør for Junior World Orienteering Championships (JWOC).

### Trailløb
I januar afholdes der en Nytårstrailserie på 3 trailløb. Løbene afholdes i Bejsebakken. Der er 5 og 10 km. ruter. Elektronisk tidtagning. Efter løbene serveres suppe fra klubhuset.

### Familieorientering
I januar afholdes Familieorientering 3 søndage. Motion for hele familien. Der løbes i Mølleparken og efter løbet serveret der suppe.

### Begynderinstruktion
I april/maj og igen i august/september afholdes begynderinstruktion for kommende nye medlemmer. 4 onsdage i træk er der instruktion og mulighed for at prøve orienteringsløb.

### Træningsløb
Aalborg OK arrangerer o-tekniske træninger hver onsdag året rundt. Løbene er placeret i de terræner, som klubben har tegnet kort over. Disse løb er gratis for medlemmer, mens prisen for ikke-medlemmer er 20 kroner. I vinterhalvåret er løbes der med pandelamper.

### Ungdom
Klubben har egen ungdomsafdeling med særskilt ungdomstræning. Træningen foregår sammen med klubtræningen onsdag kl. 18.

## Fodnoter
| Sport | Spire Denne artikel om sport er en spire som bør udbygges. Du er velkommen til at hjælpe Wikipedia ved at udvide den. |

57°2′4.05″N 9°53′33.57″Ø / 57.0344583°N 9.8926583°Ø